# Унас, Адам
Ада́м Мохаме́д Уна́с (араб. آدم أوناس‎, фр. Adam Ounas; 11 ноября 1996, Шамбре-ле-Тур, Франция) — алжирский футболист, вингер клуба «Аль-Садд» и национальной сборной Алжира.

## Клубная карьера
Адам начал играть в футбол в клубе «Тур» в возрасте 5 лет.
В 2013 году перешёл в «Бордо». 26 апреля 2014 года подписал свой первый профессиональный контракт с клубом.
Дебютировал в составе «Бордо» 4 октября 2015 года в матче против «Лорьяна». В этой игре он забил гол, однако это не спасло его команду от поражения со счётом 2:3.
В декабре 2015 года подписал контракт с клубом до 2019 года.
27 июня 2017 года официально стало известно, что Адам подписал пятилетний контракт с «Наполи».

## Карьера в сборной
Дважды сыграл за сборную Франции до 20 лет.
В октябре 2016 года принял решение выступать за национальную команду своей исторической родины — Алжира.
Летом 2019 года Адам был вызван в состав своей национальной сборной на Кубок африканских наций в Египте. В третьем матче против Танзании отличился двумя забитыми голами, а команда победила 3:0. В матче 1/8 финала его гол на 82-й минуте матча в ворота Гвинеи помог сборной переиграть соперника 3:0 и выйти в четвертьфинал.

## Достижения
Сборная Алжира
- Обладатель Кубка африканских наций: 2019